# Le Masnau-Massuguiès
Le Masnau-Massuguiès – miejscowość i gmina we Francji, w regionie Oksytania, w departamencie Tarn.
Według danych na rok 1990 gminę zamieszkiwało 361 osób, a gęstość zaludnienia wynosiła 8 osób/km² (wśród 3020 gmin regionu Midi-Pireneje Le Masnau-Massuguiès plasuje się na 710. miejscu pod względem liczby ludności, natomiast pod względem powierzchni na miejscu 122.).